# Associação Suíça de Hóquei no Gelo
A Associação Suíça de Hóquei no Gelo (em alemão:  Schweizerischer Eishockeyverband, em francês:  Ligue de Suisse de hockey sur glace, em italiano:  Lega svizzera di hockey su ghiaccio) é o órgão que dirige e controla o hóquei no gelo da Suíça, comandando as competições nacionais e a seleção nacional.